# 케이트 비핸

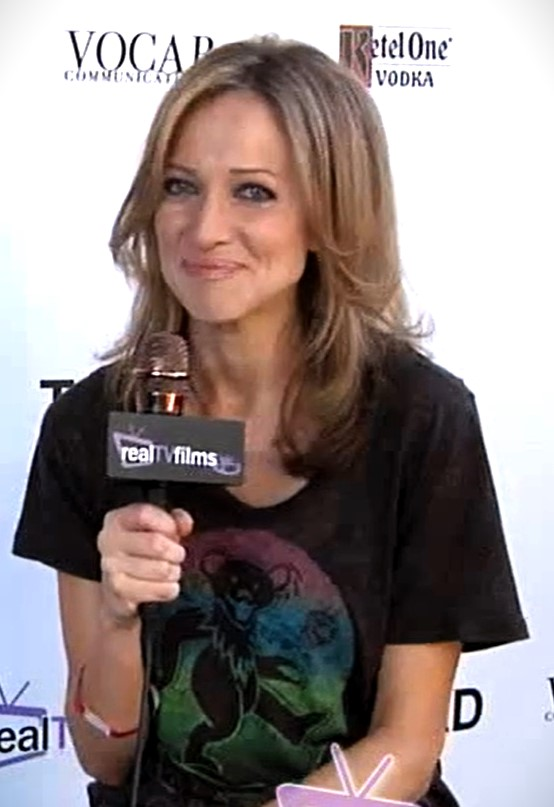

케이트 비핸(Kate Beahan, 1974년 10월 12일 ~ )은 오스트레일리아의 배우, 영화배우이다.
퍼스에서 태어났다.

## 영화
- 골드스톤 (2016년)
- 사우스바운드 - 죽음의 고속도로 (2015년)
- 데지레를 찾아서 (2014년)
- 마이 마인즈 오운 멜로디 (2012년)
- 버닝 맨 (2011년) - 레슬리 역
- 더 리턴 (2006년) - 미쉘 역
- 위커 맨 (2006년) - 윌로우 역
- 플라이트플랜 (2005년) - 스테파니 역
- 매트릭스 3 - 레볼루션 (2003년)
- 파이널 언더씨즈 (2002년)
- 크로커다일 헌터 (2002년)
- 차퍼 (2000년)
- 스트레인지 플래닛 (1999년) - 포피 역